# العلاقات الأردنية البلجيكية
العلاقات الأردنية البلجيكية هي العلاقات الثنائية التي تجمع بين الأردن وبلجيكا.

## مقارنة بين البلدين
هذه مقارنة عامة ومرجعية للدولتين:
| وجه المقارنة                                              | الأردن                   | بلجيكا                                                                              |
| --------------------------------------------------------- | ------------------------ | ----------------------------------------------------------------------------------- |
| المساحة (كم2)                                             | 89.34 ألف                | 30.53 ألف                                                                           |
| عدد السكان (نسمة)                                         | 9.81 مليون               | 11.37 مليون                                                                         |
| الكثافة السكانية (ن./كم²)                                 | 109.81                   | 372.42                                                                              |
| العاصمة                                                   | عمان                     | بروكسل                                                                              |
| اللغة الرسمية                                             | اللغة العربية            | اللغة الهولندية، لغة فرنسية، اللغة الألمانية                                        |
| العملة                                                    | دينار أردني              | يورو، فرنك بلجيكي                                                                   |
| الناتج المحلي الإجمالي (بليون دولار)                      | 40.07 مليار              | 492.68 مليار                                                                        |
| الناتج المحلي الإجمالي (تعادل القوة الشرائية) بليون دولار | 82.80 مليار              | 514.74 مليار                                                                        |
| الناتج المحلي الإجمالي الاسمي للفرد دولار أمريكي          | 4.94 ألف                 | 40.32 ألف                                                                           |
| الناتج المحلي الإجمالي للفرد دولار أمريكي                 | 12.05 ألف                | 43.44 ألف                                                                           |
| مؤشر التنمية البشرية                                      | 0.748                    | 0.890                                                                               |
| رمز المكالمات الدولي                                      | +962                     | +32                                                                                 |
| رمز الإنترنت                                              | .jo                      | .be                                                                                 |
| المنطقة الزمنية                                           | ت ع م+02:00، ت ع م+03:00 | توقيت وسط أوروبا، ت ع م+01:00، ت ع م+02:00، توقيت وسط أوروبا الصيفي، أوروبا/بروكسل ‏ |

## منظمات دولية مشتركة
يشترك البلدان في عضوية مجموعة من المنظمات الدولية، منها:
| علم المنظمة | اسم المنظمة                               | تاريخ انضمام الأردن | تاريخ انضمام بلجيكا |
| ----------- | ----------------------------------------- | ------------------- | ------------------- |
|             | الاتحاد البريدي العالمي                   | ?                   | ?                   |
|             | مؤسسة التنمية الدولية                     | 4 أكتوبر 1960       | 2 يوليو 1964        |
|             | منظمة حظر الأسلحة الكيميائية              | ?                   | ?                   |
|             | منظمة التجارة العالمية                    | ?                   | ?                   |
|             | الأمم المتحدة                             | 14 ديسمبر 1955      | 27 ديسمبر 1945      |
|             | وكالة ضمان الاستثمار متعدد الأطراف        | 12 أبريل 1988       | 18 سبتمبر 1992      |
|             | منظمة الشرطة الجنائية الدولية             | ?                   | ?                   |
|             | مؤسسة التمويل الدولية                     | 20 يوليو 1956       | 27 ديسمبر 1956      |
|             | الاتحاد الدولي للاتصالات                  | 20 مايو 1947        | 1866                |
|             | البنك الدولي للإنشاء والتعمير             | 29 أغسطس 1952       | 27 ديسمبر 1945      |
|             | المركز الدولي لتسوية المنازعات الاستشارية | 29 نوفمبر 1972      | 26 سبتمبر 1970      |
|             | يونسكو                                    | 14 يونيو 1950       | 29 نوفمبر 1946      |

## وصلات خارجية
- موقع وزارة الخارجية الأردنية
- موقع وزارة الخارجية البلجيكية